# Municipio de Moyahua de Estrada
El municipio de Moyahua de Estrada es uno de los 58 municipios del estado mexicano de Zacatecas. Su cabecera es la localidad de Moyahua de Estrada. Según el censo de 2020, tiene una población de 4530 habitantes.
Limita al norte con el municipio de Juchipila, al sur con el municipio de Ixtlahuacán del Río (Jalisco); al este con los municipios de Nochistlán, Zacatecas, Yahualica, Jalisco y Cuquío (Jalisco); y al oeste con el municipio de Mezquital del Oro.

## Geografía

### Municipios adyacentes
- Municipio de Juchipila (norte)
- Municipio de Nochistlán de Mejía (este)
- Municipio de Yahualica de González Gallo, Jalisco (este)
- Municipio de Cuquío, Jalisco (sur)
- Municipio de Ixtlahuacán del Río, Jalisco (sur)
- Municipio de Mezquital del Oro (oeste)

### Carreteras principales
- Carretera Federal 54

## Localidades

### Pueblos
- Moyahua

### Colonias
| - Alameda Juárez - Atexca - Barranca del Río | - Cuxpala - Huejotitlán - Jesús María | - La Presa - Las Palmas - Mezquituta | - Palmarejo - Vicente Guerrero - El Limón - Los Bajíos |

### Ranchos
| - Atecajete - Buena Vista | - El Aguacate - El Mirador | - El Puerto - Los Arados | - Los Troncones - Santa Cruz |